# Ik huil alleen bij jou
Ik huil alleen bij jou is een single van de Nederlandse rapper Ali B met de eveneens Nederlandse rapper Diggy Dex uit 2016. Het stond in hetzelfde jaar als elfde track op het album van Ali B Een klein beetje geluk.

## Achtergrond
Ik huil alleen bij jou is geschreven door Koen Jansen (Diggy Dex), Willem de Bruin, Ali B, Memru Renjaan, David van Dijk en Carlos Vrolijk en geproduceerd door Project Money. Het is een nederhoplied waarin deze zangers zingen over de gevoelens die zij bij een persoon kunnen tonen. Ze kunnen bij anderen lachen, maar bij deze persoon kunnen ze zich laten gaan en huilen. Ali B vertelde bij een interview dat het lied rondom het overlijden van zijn vader is geschreven. Tijdens deze periode besefte de rapper hoe belangrijk zijn familie is en dat hij zijn emoties bij hun kan delen. De single verkocht goed en is platina.

## Hitnoteringen
Het lied bereikte in Nederland de hitlijsten. Dit deed het in België niet, maar het kwam wel tot de 25e plaats van de Vlaamse Ultratip 100. De piekposities in Nederland waren de 29e plaats in de Top 40 en de 33e plek in de Single Top 100. Het stond acht weken in de Top 40 en dertien weken in de Single Top 100.